# Dismodicus fungiceps
Dismodicus fungiceps là một loài nhện trong họ Linyphiidae.
Loài này thuộc chi Dismodicus. Dismodicus fungiceps được J. Denis miêu tả năm 1944.